# Kanabeach
Kanabeach était une marque commerciale de la société Kana Beach, une entreprise de vêtements bretonne, créée  en 1987 à Locmaria-Plouzané (Finistère) en Bretagne près de Brest et aujourd'hui disparue.

## Histoire
La société est créée en 1987 à Locmaria-Plouzané par des surfeurs, dont Frédéric  Alégoët. Son nom, outre l'association des mots cannabis et beach (« plage » en anglais), se rapproche du breton kan ar beaj qui signifie « chant du voyage ». Après une période de succès et de croissance, la société commence à décliner en 2007. Son chiffre d'affaires passe de 20,79 M€ en 2007 à 8,7 M€ en 2011. Placée en redressement judiciaire en mars 2012, son activité prend fin le 2 mars 2013 à la suite d'une décision du tribunal de commerce de Brest la plaçant en liquidation judiciaire.
Les marques et les droits de Kanabeach sont rachetés par les éditions Oberthur (qui exploitaient déjà le nom et l'image depuis 2002 pour des produits de papeterie et fournitures scolaires) et sont confiés dès l'année suivante à l'homme d'affaires Jean-François Plathier qui relance Kanabeach en 2015. La société Kanabeach s'installe alors à Bidart sur la côte basque autre fief avec la Bretagne du siège historique de la société,. Mais la licence d'exploitation est retirée à la société canadienne par Oberthur en décembre 2015.

Logo de Kanabeach à partir de 2017

La marque est à nouveau relancée en 2017 avec l'ouverture d'un magasin le 27 mai à Brest. La gestion de la marque est confiée à la société Kanabeach Textile Division, créée le 1er septembre 2016 et dirigée par Cyril Béal.
Le 16 avril 2019, la société est placée en liquidation judiciaire.
L'entreprise est aujourd'hui disparue.